# فرنکن‌وینی (فیلم ۲۰۱۲)
فرنکن‌وینی (به انگلیسی: Frankenweenie) انیمیشنی سه‌بعدی و سیاه و سفید به کارگردانی تیم برتون و نویسندگی جان اوگست است که به روش استاپ‌موشن ساخته شده است. این فیلم بازسازی فیلم کوتاهی به همین نام ساختهٔ خود تیم برتون در سال ۱۹۸۴ است. فرنکن‌وینی هم مثل نسخهٔ سال ۱۹۸۴ ادای احترامی به فیلم فرانکنشتاین (۱۹۳۱) براساس کتابی به همین نام نوشتهٔ مری شلی است. مراسم افتتاحیهٔ نمایش این فیلم ۲۰ سپتامبر ۲۰۱۲ در جشنوارهٔ فیلم فنتستک، در آستین، تگزاس برگزار شد. فرنکن‌وینی ۵ اکتبر ۲۰۱۲ در سینماهای آمریکا به نمایش درآمد. فرنکن‌وینی اولین فیلم استاپ‌موشن است که به روش آی مکس سه‌بعدی اکران شد.

## خلاصه داستان
ویکتور جوان بعد از مرگ اسپارکی، سگ مورد علاقه‌اش با به کنترل گرفتن قدرت علم او را به زندگی برمی‌گرداند. ویکتور سعی می‌کند تا این ساخته‌اش را پنهان نگه دارد اما اسپارکی بیرون می‌رود و باعث خرابکاری و بی نظمی در شهر می‌شود.

## صداپیشگان
بعضی از بازیگرانی که قبلاً با تیم برتون کار کرده‌اند در این پروژه نیز با او همکاری می‌کنند مثل: کاترین اوهارا، وینونا رایدر، مارتین لاندا و مارتین شورت.
| بازیگر             | نقش                                                |
| ------------------ | -------------------------------------------------- |
| چارلی تاهان        | ویکتور فرنکشتاین                                   |
| وینونا رایدر       | السا ون هلسینگ                                     |
| کاترین اوهارا      | سوزان فرنکشتاین/ مادر ویکتو/دختر عجیب/مربی ورزشگاه |
| مارتین شورت        | پدر ویکتور/ نسر/آقای برگرمیستر                     |
| مارتین لاندا       | آقای رایکروسکی                                     |
| رابرت کپرون        | باب                                                |
| اتیکس شافر         | ادگار                                              |
| جیمز هیرویکی لیائو | توشیاکی                                            |
| کونچتا فرل         | مادر باب                                           |
| تام کنی            | رئیس آتش‌نشانی/ سرباز/ مردم شهر                     |